# Hestholmen (Alver)
Ne doit pas être confondu avec Hestholmen.
Hestholmen est une île norvégienne dans le comté de Hordaland. Elle fait partie du territoire de l'ancienne commune de Meland, aujourd'hui rattachée à Alver (en).

## Géographie
Rocheuse et couverte d'arbres, elle s'étend sur environ 169 m de longueur pour une largeur approximative de 71 m. 